# Mariner 2
Mariner 2 (pl. Żeglarz 2) – pierwsza pomyślnie wystrzelona sonda kosmiczna programu Mariner amerykańskiej NASA. 14 grudnia 1962 dokonała pierwszego w historii zbliżenia się sondy kosmicznej do planety (Wenus). Wykazała m.in., że Wenus obraca się w kierunku przeciwnym do ruchu wokół Słońca. Sonda przestała działać 3 stycznia 1963 i pozostaje na orbicie heliocentrycznej.

## Przebieg misji

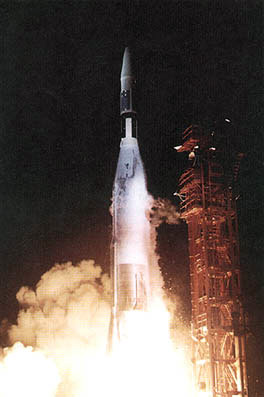
Start rakiety Atlas Agena B z sondą Mariner 2

### Start
Sondę wystrzelono 27 sierpnia 1962 roku, w miesiąc po zniszczeniu rakiety Atlas wynoszącej bliźniaczą sondę Mariner 1. Po pomyślnym starcie i pierwszym odpaleniu ostatniego członu rakiety Agena B, sonda wraz z nim weszła na parkingową orbitę okołoziemską, o wysokości 118 km. O 07:09:34 GMT, 980 sekund po starcie, Agena odpaliła swój silnik po raz drugi, po czym odłączyła się od sondy, która tym samym weszła na docelową orbitę heliocentryczną (26 min. i 3 sek. po starcie). Sonda rozłożyła panele ogniw słonecznych 44 minuty po starcie.

### Lot do Wenus
- 29 sierpnia włączono część instrumentów naukowych mających pracować podczas lotu do Wenus
- 4 września przeprowadzono manewr korygowania orbity, który trwał od 22:49:00 GMT do 02:45:25 dnia następnego
- 8 września o 17:50 statek nagle utracił kontrolę nad swoim położeniem, prawdopodobnie na skutek zderzenia z niewielkim ciałem. Żyroskopy przywróciły sondzie właściwą orientację w ciągu 3 minut
- 31 października jeden z paneli ogniw słonecznych nagle stracił wydajność, co zmusiło obsługę do wyłączenia instrumentów naukowych. Tydzień później panel zaczął normalnie pracować, przyrządy włączono więc z powrotem
- 15 listopada wadliwy panel na dobre utracił wydajność pracy, jednak sonda znajdowała się na tyle blisko Słońca, że wystarczał prąd generowany przez jeden panel

Zbliżenie do Wenus nastąpiło 14 grudnia 1962. Najmniejsza odległość do planety wyniosła 34 773 km i nastąpiła o 19:59:28 GMT. Na czas zbliżenia włączono radiometry sondy i rozpoczęło się badanie planety. Trwało ono przez 42 minuty. Po zbliżeniu statek przełączono ponownie w tryb rejsowy. Mariner 2 przeszedł przez peryhelium swojej orbity 27 grudnia, w odległości 105 464 560 km od Słońca. W aphelium znalazł się 18 czerwca 1963. Ostatnia transmisja z sondy została odebrana 3 stycznia 1963, o godz. 07:00 GMT. Odległość od Ziemi wynosiła wtedy ok. 87 milionów km, od Wenus 9 milionów km. Prawdopodobnie specjalny czujnik, który wypatrywał Ziemię i nakierowywał na nią anteny sondy, przestał już odróżniać Ziemię na tle gwiazd. Mariner 2 do tej pory pozostaje na orbicie okołosłonecznej.

## Osiągnięcia naukowe

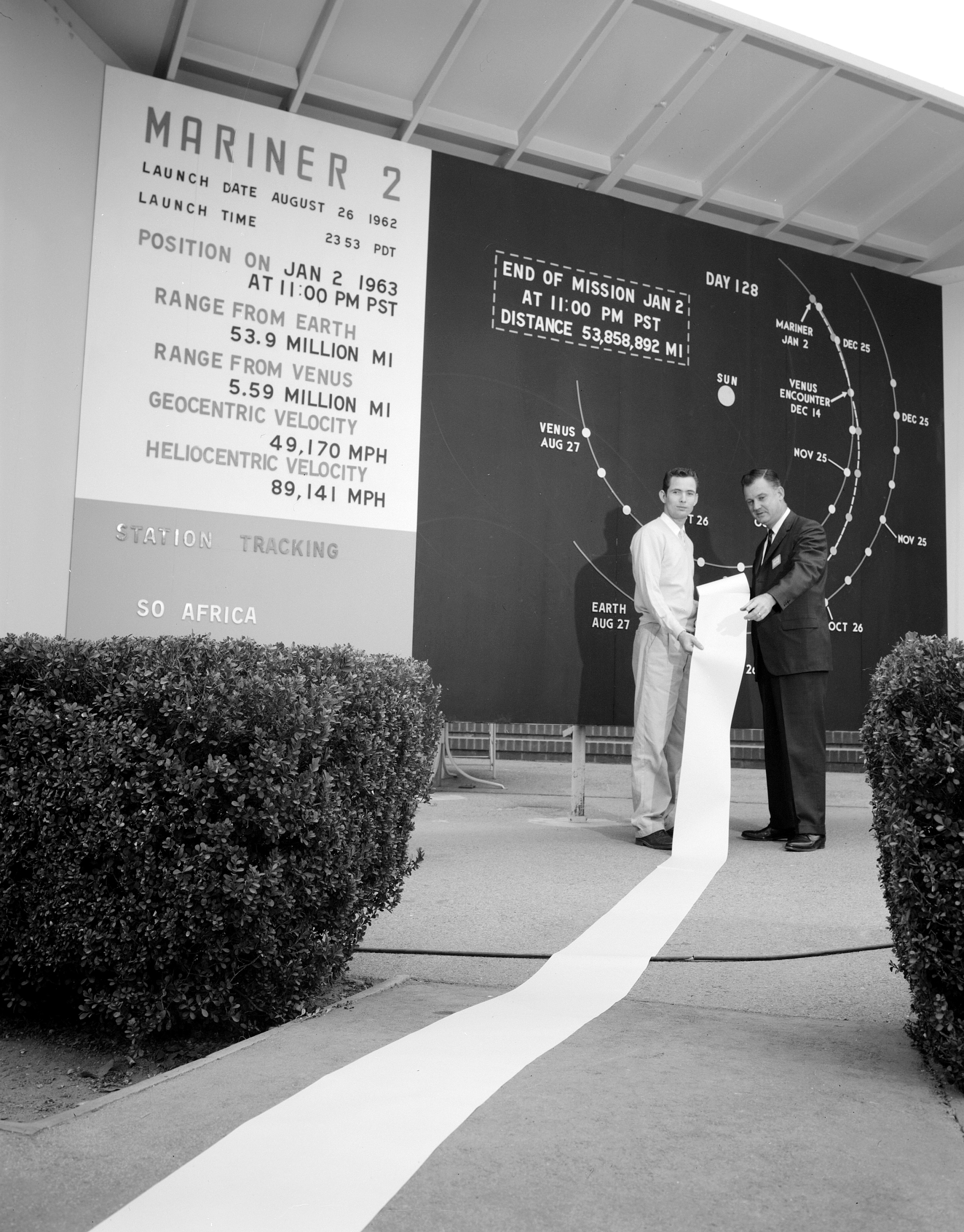
Naukowcy prezentują długi wydruk danych o Wenus nadesłanych przez sondę Mariner 2

- pierwsze pomiary gęstości, prędkości i składu wiatru słonecznego
- pierwsze pomiary pyłu międzyplanetarnego, który okazał znacznie rzadszy niż w sąsiedztwie Ziemi
- obserwacje kilku rozbłysków słonecznych i promieniowania kosmicznego spoza Układu Słonecznego
- badania radiometryczne planety Wenus w podczerwieni i mikrofalach dowodzące, że temperatura powierzchni jest znacznie wyższa od temperatury chmur, których nieprzerwane pasma sięgały na wysokość 60 km
- wykazanie, że Wenus obraca się przeciwnie do ruchu wokół Słońca
- wykazanie braku mierzalnego pola magnetycznego wokół planety
- poprawa oszacowania masy Wenus i lepsze określenie długości jednostki astronomicznej

## Budowa

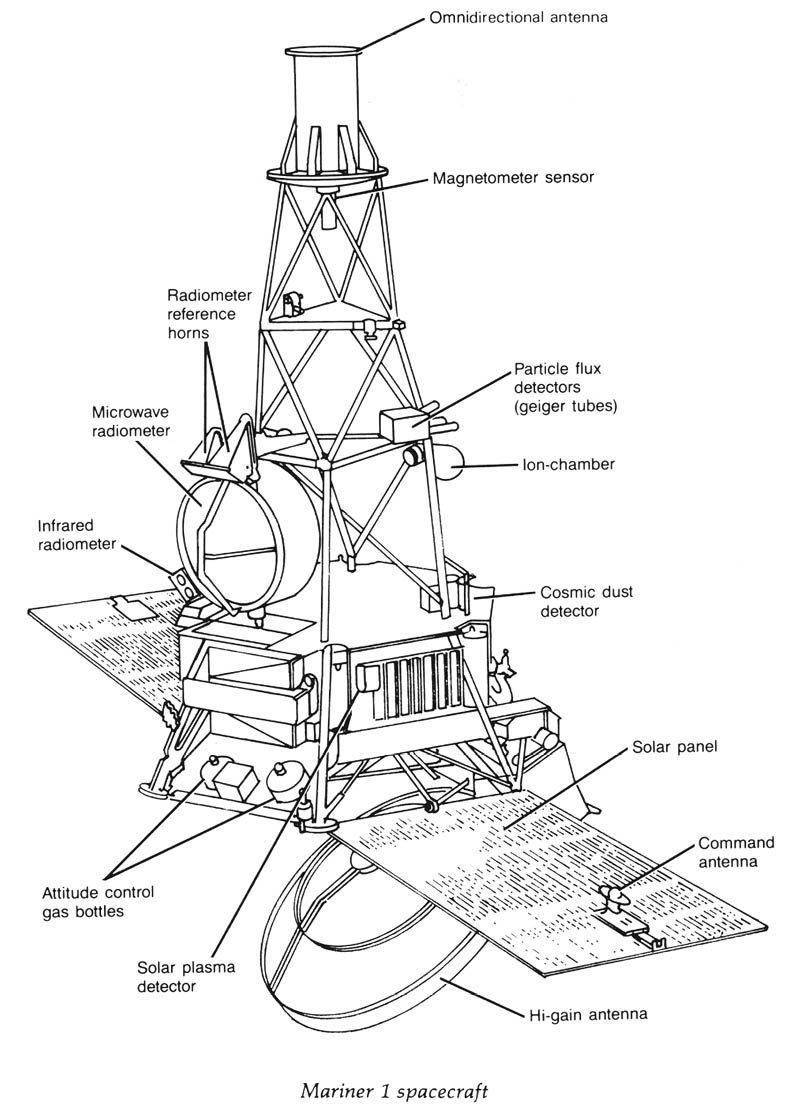
Schemat sondy Mariner 1 – bliźniaka Marinera 2

Sześciokątny korpus Marinera 2 miał wymiary 1,04 na 0,36 metra. Zawierał sześć magnezowych pojemników, w których umieszczono przyrządy naukowe, urządzenia komunikacyjne, kodujące dane, obliczeniowe, czasowe, kontroli położenia i zasilania, akumulatory i ich ładowarkę, oraz butle z gazem do silniczków korekcyjnych i główny silnik sondy. Szczyt korpusu zajmował maszt w kształcie piramidy, na którym umieszczona była część przyrządów naukowych. Pozycja statku ustalana była względem Słońca i Ziemi. Temperaturę sondy regulowano środkami pasywnymi: powłokami odbijającymi i pochłaniającymi ciepło, osłonami termicznymi, ruchomymi żaluzjami.

### Zasilanie
Do dwóch boków korpusu przytwierdzone były dwa panele ogniw słonecznych, każdy o wymiarach 1,83×0,76 m (31 cm2 jednego z paneli wykonane było z plastiku PET – bez ogniw słonecznych). Ogniwa, generujące średnio 220 W energii elektrycznej, zasilały układy statku bezpośrednio bądź ładując 1 kWh akumulator srebrowo-cynkowy. Zasilanie z akumulatora było wykorzystywane w czasie poprzedzającym rozłożenie paneli ogniw, gdy Słońce nie oświetlało paneli oraz w czasie bardzo dużego poboru mocy.

### Łączność
Do łączności wykorzystywany był jeden nadajnik o mocy 3 W. Wykorzystywał on kilka anten:
- przytwierdzoną do spodu korpusu za pomocą krótkiego wysięgnika kierunkową antenę paraboliczną dużego zysku
- dookólną antenę na szczycie masztu
- dwie anteny do odbioru komend z Ziemi, umieszczone na końcach paneli słonecznych

Prędkość przesyłania danych wahała się od 8 do 16 bps.

### Napęd
Głównym silnikiem sondy, służącym do korygowania orbity, był rakietowy silnik wsteczny o ciągu 225 N. Działał on na bezwodnik hydrazyny zapalany tetratlenkiem diazotu i tlenkiem aluminium. Ciąg kierowany był czterema odchylanymi powierzchniami w dyszy silnika. Kontrola położenia (z dokładnością do 1°) sprawowana była przez układ odrzutowych silniczków korekcyjnych na azot.

## Instrumenty naukowe
Przyrządy naukowe Marinera 2 umieszczone były na/w korpusie i maszcie statku. Magnetometr znajdował się na szczycie masztu, ale poniżej anteny dookólnej. Detektory cząstek energetycznych znajdowały się w połowie wysokości masztu. Detektor pyłu i spektrometr plazmy znajdowały się na górnych krawędziach korpusu. Anteny radiometrów znajdowały się zaś u podstawy masztu. Wszystkie instrumenty pracowały przez cały czas trwania misji (tryb rejsowy), prócz radiometrów włączonych tylko na czas zbliżenia do Wenus.
- Radiometr mikrofal (masa 9,94 kg; zużycie energii 4 W)

Zamocowany w korpusie statku. Służył do badania Wenus w trakcie zbliżenia. Składał się z trzech anten: głównej parabolicznej, o średnicy 0,508 m, i dwóch stożkowych anten odniesienia skierowanych w 60° od osi największej czułości anteny głównej. Przyrząd został skalibrowany automatycznie w czasie lotu. Podczas zbliżenia do Wenus, silnik anteny wykonywał pionowe skanowanie wzdłuż 120° łuku, w tempie 0,1°/s. Skanowanie w poziomie zapewniał ruch statku względem planety. Instrument pracował przez około 30 minut.
- Radiometr podczerwieni (masa 1,3 kg; zużycie energii 2,4 W)

Zaprojektowany do pomiaru temperatury małych wycinków widzialnego obszaru Wenus. Rejestrował promieniowanie podczerwone w zakresie 8,4-10,4 μm. Optyka przyrządu składała się z dwóch podobnych systemów soczewek skierowanych pod kątem 45° od siebie. Jeden służył do pomiarów właściwych, a drugi jako odniesienie. Zbierane promieniowanie padało na dwa czujniki bolometryczne z termistorami. Podczas zbliżenia do Wenus, przyrząd wykonał trzy kompletne skany planety. Precyzja pomiarów była na poziomie od 2 K (dla źródeł o temp. około 200 K) do 10 K (dla źródeł o temp. około 500 K).
- Trójosiowy magnetometr typu flux-gate (masa 2,177 kg; zużycie energii 6 W)

Przyrząd prowadził pomiary przez cały czas trwania misji Marinera 2. Składał się z trzech magnetometrów ułożonych ortogonalnie (w tym jeden wzdłuż osi podłużnej statku) i umieszczony był na szczycie masztu. W trybie dużej czułości, magnetometry miały zakres pracy ±64 nT, z dokładnością 0,5 nT. W trybie małej czułości, posiadały szerszy zakres ±320 nT, ale czułość spadała do 2,5 nT. Magnetometry były próbkowane co 8,64 s. Cykl próbkowania powtarzany był co 36,96 sekund, a w trakcie zbliżenia do Wenus, co 20,16 sekundy. Z powodu usterki w obwodach sterujących, kalibracja mająca następować co 15,77 godziny, występowała znacznie częściej i w sposób losowy.
- Detektor pyłu kosmicznego (masa 0,84 kg; zużycie energii 1 W)

Czujnik miał za zadanie mierzyć ilość pyłu w funkcji czasu i odległości od Słońca, Ziemi i Wenus. Wykorzystywał do tego dwukanałową analizę impulsowo-amplitudową wyjścia sygnału mikrofonu piezoelektrycznego (z metalową nakładką o powierzchni 0,035 m²). Układ zapamiętywał do przesłania trzy ostatnie zliczenia. Po przesłaniu danych następowało resetowanie i kalibracja układu. Czujnik miał pole widzenia o wielkości π steradianów i próg czułości na poziomie 0,00074 ± 0,00017 dyna•s. Dwa tygodnie przed zbliżeniem do Wenus, mniej czuły kanał zaczął pomijać kalibracje, a po 45 min. w ogóle przestał ją przesyłać. To samo spotkało kanał bardziej czuły, ale już w trakcie zbliżania do Wenus. Degradacja ta były wywołana najprawdopodobniej przegrzewaniem się czujnika. Czujnik pracował 129 dni. Zebrane dane zawierały dwa potwierdzone trafienia pyłem i wiele mniej wiarygodnych z powodu problemów z kalibracją.
- Spektrometr plazmy słonecznej (masa 2,18 kg; zużycie energii 1 W)

Przyrząd badał ilość i spektrum energetyczne dodatnich jonów w wietrze słonecznym. Składał się na niego cylindryczny analizator elektrostatyczny z klatką Faradaya, który dzielił jony dodatnie według ich energii na jednostkę masy. Kwadratowa apertura wejściowa miała powierzchnię 5 cm² i była skierowana w Słońce przez cały czas trwania lotu. Potencjał okładek analizatora zmieniał się w ciągu 18 sekund od 231 do 8824 V, co 10 jednostek. Między nimi odczytywano prąd zerowy i wykonywano kalibrację. Co 3,696 minuty (2,016 w czasie zbliżenia) powtarzano sekwencję 12 odczytów. Przyrząd pracował niemal nieprzerwanie do 30 grudnia 1962.
- Detektor cząstek energetycznych (masa 0,06 kg; zużycie energii 0,3 W)

Przyrząd miał wykryć i wstępnie zbadać naładowane cząstki uwięzione w ewentualnym polu magnetycznym Wenus. Składał się ze skolimowanego kierunkowego licznika Geigera-Muellera typu Anton 213. Próg energii dla elektronów wynosił 40 keV, a dla protonów, 500 keV. Oś stożka czułości (o rozwarciu 90°) była przez cały czas trwania lotu skierowana pod kątem 70°±1° do osi sonda-Słońce. Przyrząd działał przez cały czas. Zakumulowana liczba zliczeń detektora z 9,6 sekundy pracy odczytywana była co 887 sekund (co 484 sekundy w trakcie zbliżenia do Wenus). Podczas zbliżenia nie odnotowano żadnego znaczącego wzrostu liczby zliczeń.
- Detektor promieniowania kosmicznego (masa 1,2 kg; zużycie energii 0,3 W)

Przyrząd miał za zadanie:
- - zbadać zależność ilości cząstek zjonizowanych od odległości od Słońca
  - zbadać zmiany czasowe cząstek energetycznych i ich korelację ze zmianami pola magnetycznego i strumienia plazmy
  - scharakteryzować intensywność i rozprzestrzenienie cząstek naładowanych uwięzionych w ewentualnym polu magnetycznym Wenus

Instrument składał się z trzech czujników: wypełnionej gazem całkującej komory jonizacyjnej o ściankach ze stali nierdzewnej; dookólnego licznika Geigera-Muellera o komorze walcowatej, szklanej, osłoniętej stalą nierdzewną; takiego samego licznika jak poprzedni, ale osłoniętego berylem. Dwa liczniki GM różniły się efektywnością detekcji elektronów poprzez proces emisji promieniowania hamowania. Wszystkie trzy czujniki były czułe na elektrony o energiach większych od 500 keV i protony o energiach większych niż 10 MeV. Komora jonizacyjna zbierała dane przez 221,76 sekundy, co 443,52 sekundy. Licznik GM ze stalą nierdzewną akumulował zliczenia przez 0,828 sekundy i 9,6 sekundy, co 443,53 sekundy. Licznik GM z osłoną berylową, akumulował dane przez 0,828 s i 9,6 s, co 887,04 sekundy.
- Badania mechaniki nieba

Sieć śledzenia NASA, Deep Space Network, obserwowała lot Marinera 2 w celu lepszego wyznaczenia masy Wenus i Księżyca, długości jednostki astronomicznej, poprawienia efemeryd Ziemi i Wenus. Badania opierały się na pomiarze przesunięć Dopplerowskich w transmisjach do i z sondy. Dane zbierano co 12 godzin (między 5 września a 14 grudnia i od 17 grudnia do 4 stycznia 1963), co godzinę (15 i 16 grudnia).